# World War II: Frontline Command
World War II: Frontline Command là một trò chơi máy tính thuộc thể loại wargame chiến thuật kết hợp chiến lược thời gian thực 3D lấy bối cảnh Chiến tranh thế giới thứ hai do hãng Bitmap Brothers phát triển. Phiên bản châu Âu do Deep Silver phát hành vào tháng 9 năm 2002 và tiếp theo là Bắc Mỹ do Focus Multimedia phát hành vào tháng 6 năm 2003.

## Cốt truyện
Đúng như tên gọi, game lấy bối cảnh vào thời kỳ chiến tranh thế giới thứ hai. Mở đầu bằng việc người chơi trong vai phe Đồng Minh thả lực lượng lính nhảy dù xuống phá vỡ cứ điểm cố thủ của quân Đức Quốc xã phe Phát xít, nhằm phát động cuộc đổ bộ lớn nhất trong lịch sử của lực lượng xâm lược phe Đồng Minh vào thời điểm diễn ra sự kiện D-Day năm 1944.

## Cách chơi
Trong World War II: Frontline Command, người chơi sẽ phải điều khiển lực lượng thuộc phe Đồng minh và làm thay đổi làn sóng xâm lược của phe Phát xít trong khi chinh phục đại lục châu Âu, bằng cách sử dụng một số lượng lớn bộ binh, khí tài và vũ khí đích thực. Mục tiêu từng nhiệm vụ rất đa dạng chẳng hạn như phá hủy cầu đường, càn quét boongke và vô hiệu hóa tháp radar. Game không có phần thu thập tài nguyên hoặc xây dựng công trình như các trò dàn trận khác.
World War II Frontline Command gồm có hai chế độ chơi chính là tân binh và cựu binh, cả hai đều có các bản đồ nhiệm vụ như nhau. Mặt khác, người dễ dàng gây náo động đến quân địch bằng cách nổ súng nhằm thu hút sự chú ý thừa thãi. Ngoài ra, game còn có cả một hệ thống tinh thần kết hợp hàm ý rằng nếu quân của người chơi bị tổn thất kéo dài sẽ ảnh hưởng bất lợi đến hiệu suất toàn quân dẫn đến chiến cuộc xấu dần, do đó người chơi cần phải khéo léo duy trì tinh thần vững vàng cho quân mình để giành lấy chiến thắng đích thực.

## Phát triển
Giám đốc phụ trách mảng chơi game, Jamie Barber lưu ý rằng engine của game từng được sử dụng trong trò Z: Steel Soldiers và được nâng cấp lên một bậc trong quá trình phát triển World War II Frontline Command.

## Đón nhận
Game nhận được sự đánh giá tích cực từ giới phê bình chuyên môn lẫn nghiệp dư. Theo lời phê bình của tờ Eurogamer nhật xét rằng game có phần giống với thực tế hơn, đồ họa chi tiết và một giao diện rất tốt cho phép thực hiện các hành động phức tạp.
Theo một bài nhận xét từ trang IGN Entertainment cho biết họ cảm thấy phần âm thanh không có gì nổi bật và cả những đoạn phim cắt cảnh và chế độ hướng dẫn không rõ gốc gác và chuẩn mực. Một bài nhận xét khác đăng trên GameSpot, thì cảm thấy ý tưởng của game khá hay, nhưng việc thực hiện lại mắc phải sai lầm nghiêm trọng.